# فرید یوسف‌لی
فرید یوسف‌لی (ترکی آذربایجانی: Fərid Yusifli؛ زادهٔ ۲۰ فوریهٔ ۲۰۰۲) بازیکن فوتبال است.
وی همچنین در تیم ملی فوتبال تیم ملی فوتبال زیر ۱۷ سال جمهوری آذربایجان بازی کرده‌است.